# Anna Svalander
Anna Svalander, född 1971 i Norrköping, är en svensk liberal politiker.
Anna Svalander är kommunpolitiker i Borås kommun, där hon är kommunalråd med ansvar för skola, utbildning, kultur och lokalförsörjningen. Hon är även gruppledare för Liberalerna Borås.
Hon var partistyrelseledamot för Liberalerna (Tidigare Folkpartiet) 2013 -  2019. Tidigare ordförande för gymnasie- och vuxenutbildningsnämnden i Borås Stad. 
I riksdagsvalet 2006 passerade hon personvalsspärren och blev den mest kryssade kandidaten på Folkpartilistan i Västra Götalands läns södra valkrets. I valet 2010 var hon partiets förstanamn i valkretsen, och vann även då personvalet. Valresultaten ledde dock inte till något riksdagsmandat eftersom Folkpartiet med knapp marginal gick miste om riksdagsmandat i båda valen.